# Saint-Martin-de-Pallières
Saint-Martin-de-Pallières è un comune francese di 245 abitanti situato nel dipartimento del Var della regione della Provenza-Alpi-Costa Azzurra.
Il comune si è chiamato Saint-Martin fino al 1º agosto 2012

## Storia

### Simboli
Lo stemma comunale riprende il blasone della famiglia de Laurens.

## Società

### Evoluzione demografica
Abitanti censiti